# گسل جرجافک
گسل جُرجافک یک گسل فشاری با راستای شمال‌غربی–جنوب‌شرقی و درازای بیش از ۱۳۰ کیلومتر است که در شمال‌غربی کرمان قرار دارد. این گسل دارای شیب به سمت جنوب‌غربی بوده و در بخش شمال‌غربی سبب رانده‌شدن سنگ‌های کرتاسه (از سوی جنوب‌غرب) بر روی رسوبات آبرفتی کواترنر (در شمال‌شرقی) شده‌است. این گسل در بخش‌های مرکزی و جنوب‌شرقی خود، سنگ‌های پرکامبرین پسین و پالئوزوئیک کوه داوران را (از سمت جنوب‌غربی) بر روی رسوبات کنگلومرایی پلیوسن و آبرفت‌های کواترنر رانده‌است.
پهنه‌های به‌شدت خردشده همراه با برش گسل، چشمه‌های آب و پرتگاه‌های گسلی (گاه به بلندی ۱۰۰ متر) از ویژگی‌های این گسل است.

## لرزه‌خیزی
ویژگی‌های مورفوتکتونیکی گسل جرجافک که به روشنی رسوبات آبرفتی کواترنر را بریده‌است، لرزه‌زا بودن آن را به‌خوبی نشان می‌دهد؛ اما با این حال، هیچ‌گونه داده لرزه‌خیزی از این گسل به‌دست نیامده است.